# Нижньосульський національний природний парк
Нижньосу́льський націона́льний приро́дний парк — природоохоронна територія на межі Кременчуцького та Лубенського районів Полтавської області та Золотоніського району Черкаської області.

## Історія
Природний парк створено 10 лютого 2010 року згідно з указом президента України Віктора Ющенка з метою збереження цінних природних та історико-культурних комплексів і об'єктів Середнього Придніпров'я. До території національного природного парку «Нижньосульський» погоджено в установленому порядку включення 18635,11 гектара земель державної власності, у тому числі 1315 гектарів земель, які вилучаються у Державного підприємства «Золотоніське лісове господарство» і надаються парку в постійне користування, 441,3 гектара земель запасу на території Оржицького району та 431 гектара земель запасу на території Семенівського району, які надаються парку в постійне користування, та 16447,81 гектара земель, які включаються до складу національного природного парку без вилучення.
Адміністрація парку почала працювати з грудня 2011 року, а служба охорони — з лютого 2012 року. В охороні — 20 осіб. Вони цілодобово контролюють всю територію парку.

## Процес створення
Згідно з указом президента Кабінет Міністрів України повинен:
1. забезпечити:
  1. вирішення питання щодо утворення адміністрації національного природного парку «Нижньосульський» та належного її функціонування;
  2. затвердження у тримісячний строк у встановленому порядку Положення про національний природний парк «Нижньосульський»;
  3. підготовку протягом 2010—2011 років матеріалів та вирішення відповідно до законодавства питання щодо надання 2187,3 гектара земель у постійне користування національному природному парку «Нижньосульський», а також розроблення проєкту землеустрою щодо відведення земельних ділянок і проєкту землеустрою з організації та встановлення меж території національного природного парку, отримання державних актів на право постійного користування земельними ділянками;
  4. розроблення протягом 2010—2012 років та затвердження в установленому порядку Проєкту організації території національного природного парку «Нижньосульський», охорони, відтворення та рекреаційного використання його природних комплексів і об'єктів;
  5. продовження разом із Черкаською та Полтавською обласними державними адміністраціями роботи з розширення території національного природного парку «Нижньосульський» за рахунок включення прилеглих земель, насамперед земель лісового фонду;
2. передбачати під час доопрацювання проєкту Закону України «Про Державний бюджет України на 2010 рік» та підготовки проєктів

законів про Державний бюджет України на наступні роки кошти, необхідні для функціонування національного природного парку
«Нижньосульський».

### Території природно-заповідного фонду
Нерідко, оголошенню національного парку або заповідника передує створення одного або кількох об'єктів природно-заповідного фонду місцевого значення. В результаті, великий НПП фактично поглинає раніше створені ПЗФ. Проте їхній статус зазвичай зберігають.
До складу території національного природного парку «Нижньосульський» входять такі об'єкти ПЗФ України:
- Заказник загальнодержавного значення «Сулинський», ландшафтний
- Заказник загальнодержавного значення «Великоселецький», гідрологічний
- Заказник загальнодержавного значення «Плехівський», гідрологічний
- Заказник загальнодержавного значення «Солоне», гідрологічний
- Заказник загальнодержавного значення «Рогозів куток», гідрологічний
- Заказник місцевого значення «Онишківський», ландшафтний
- Заказник місцевого значення «Тарасенківський», ентомологічний
- Заказник місцевого значення «Чутівський», гідрологічний

## Галерея

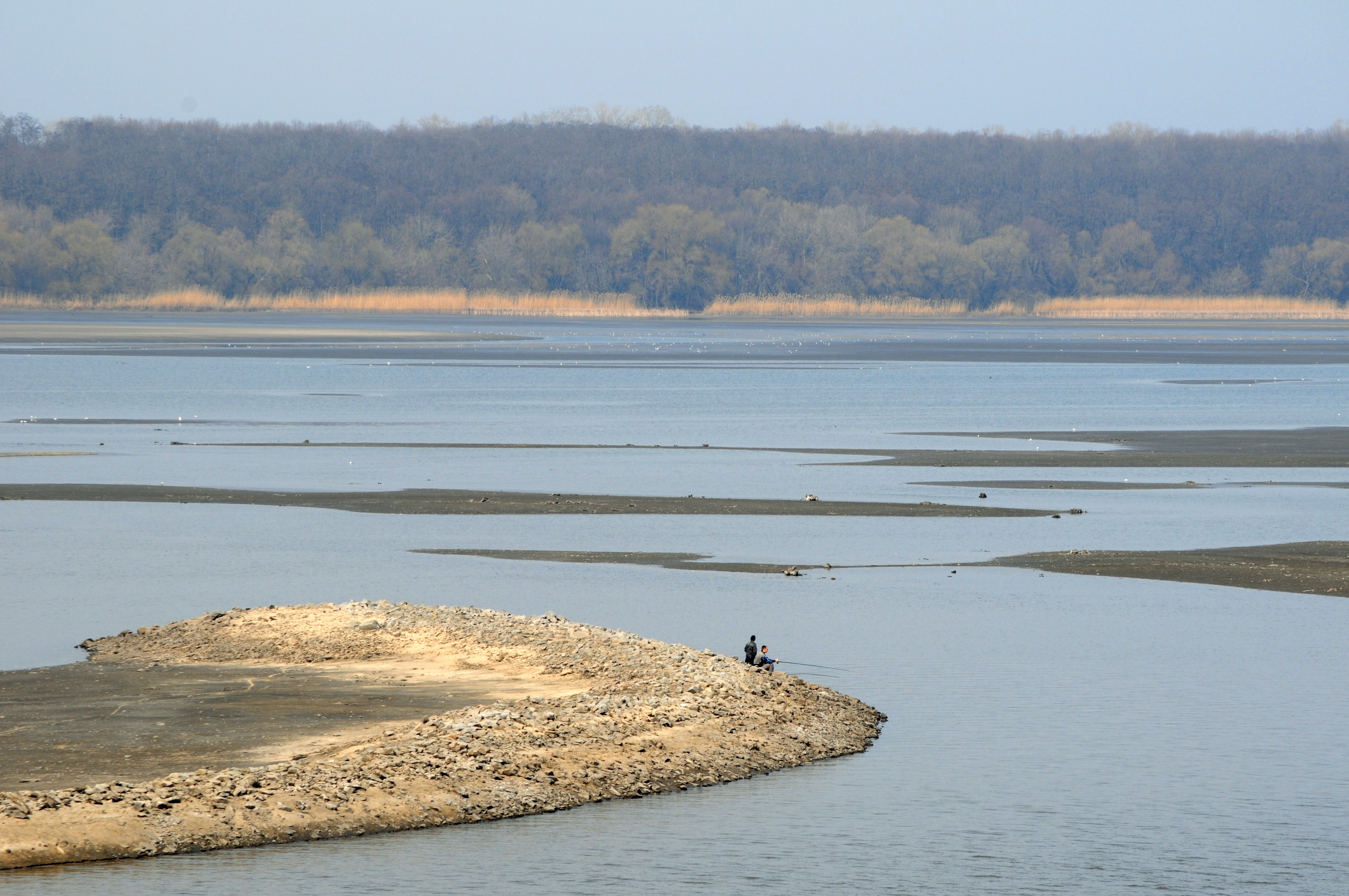
Нижньосульський заказник у квітні 2010 року
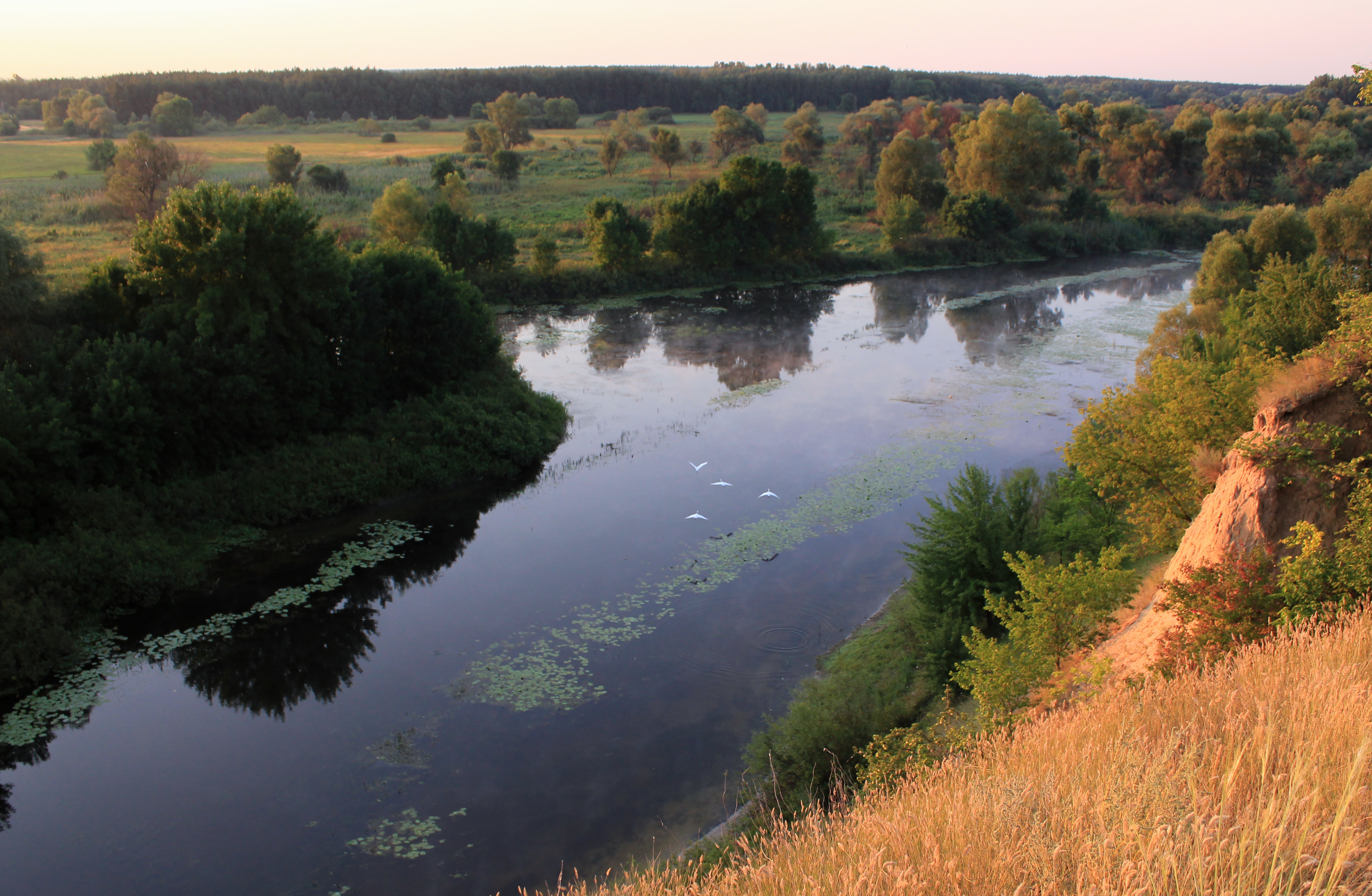
Білі чаплі
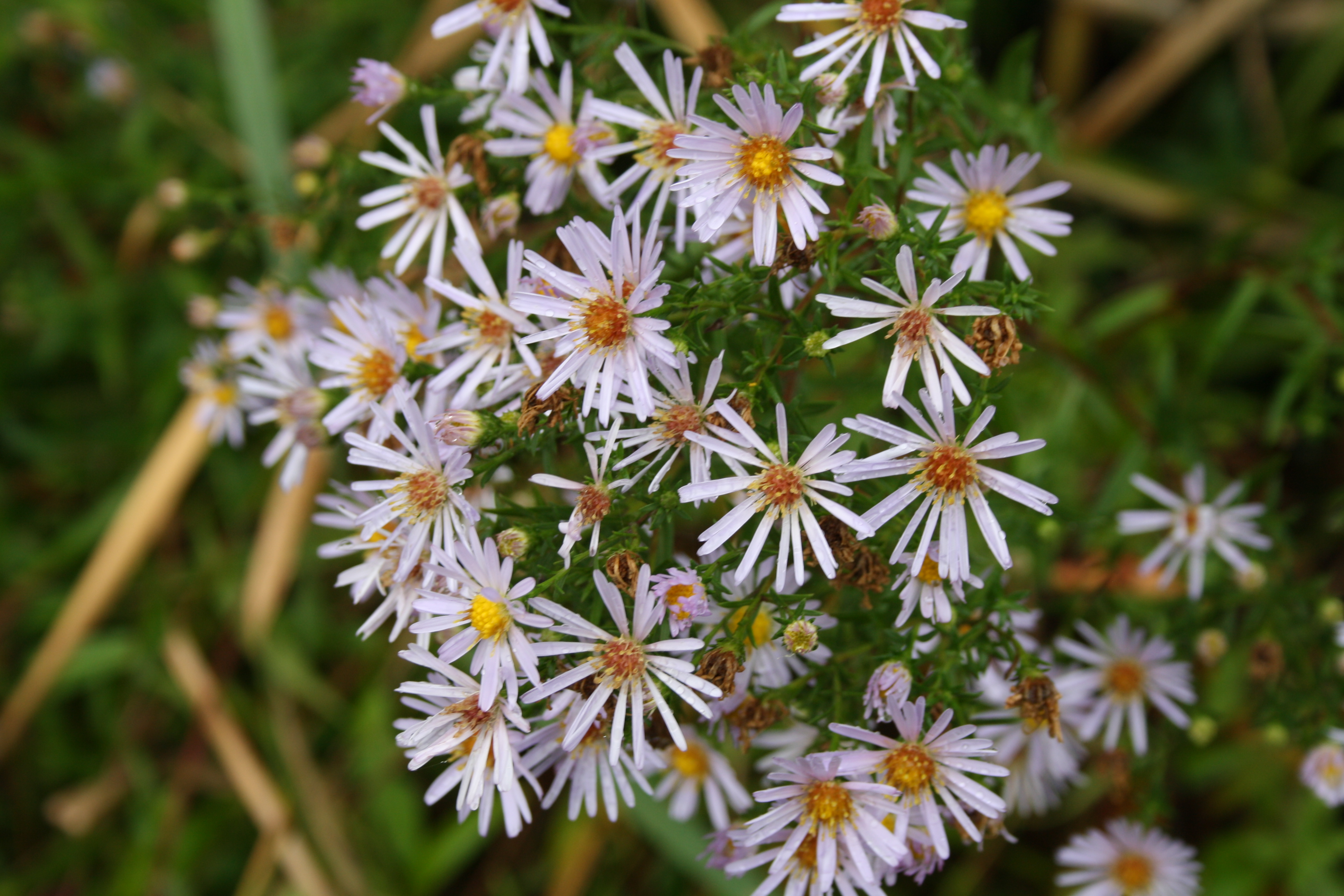
Осіння квітка (2012)
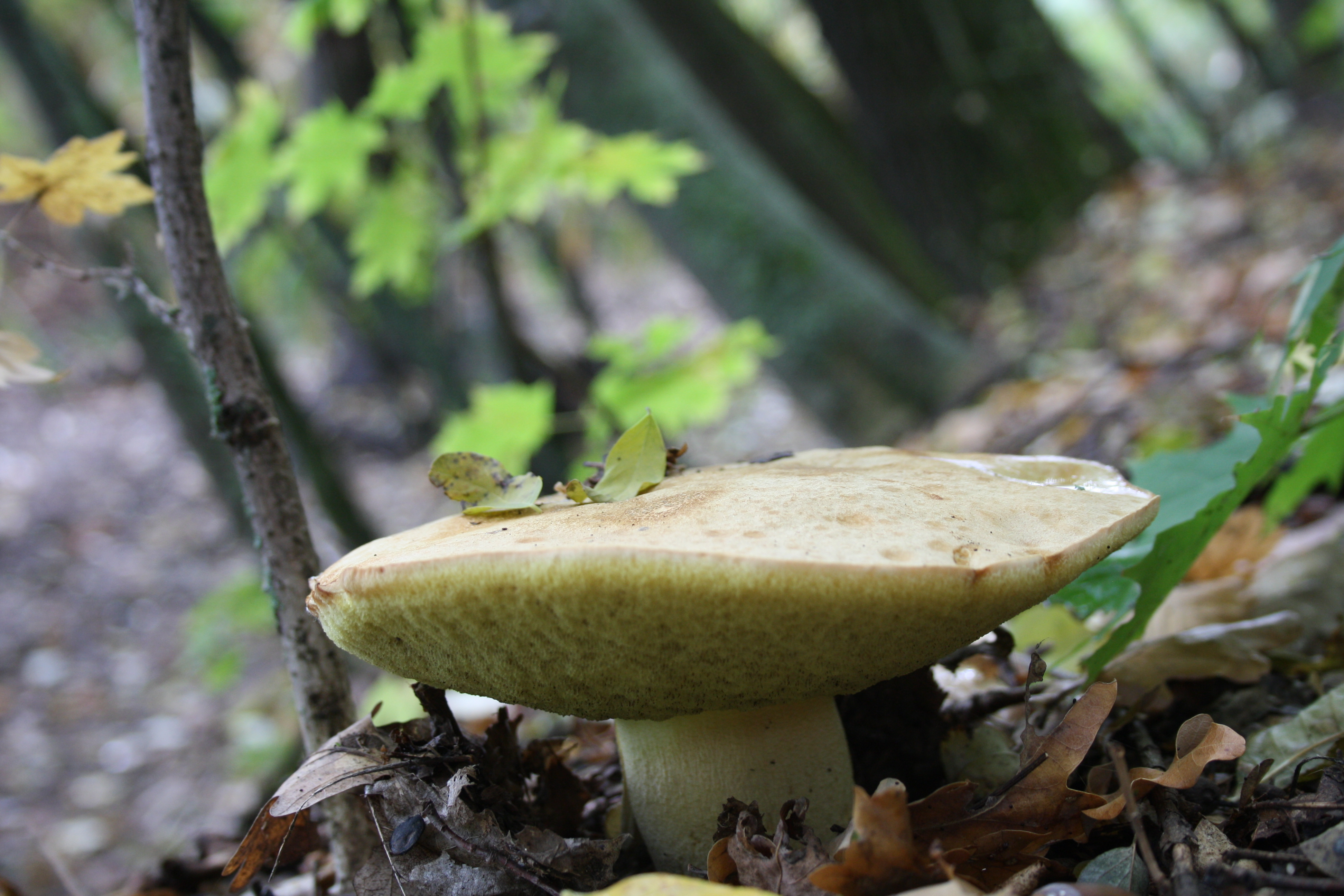
Маслюк (2012)
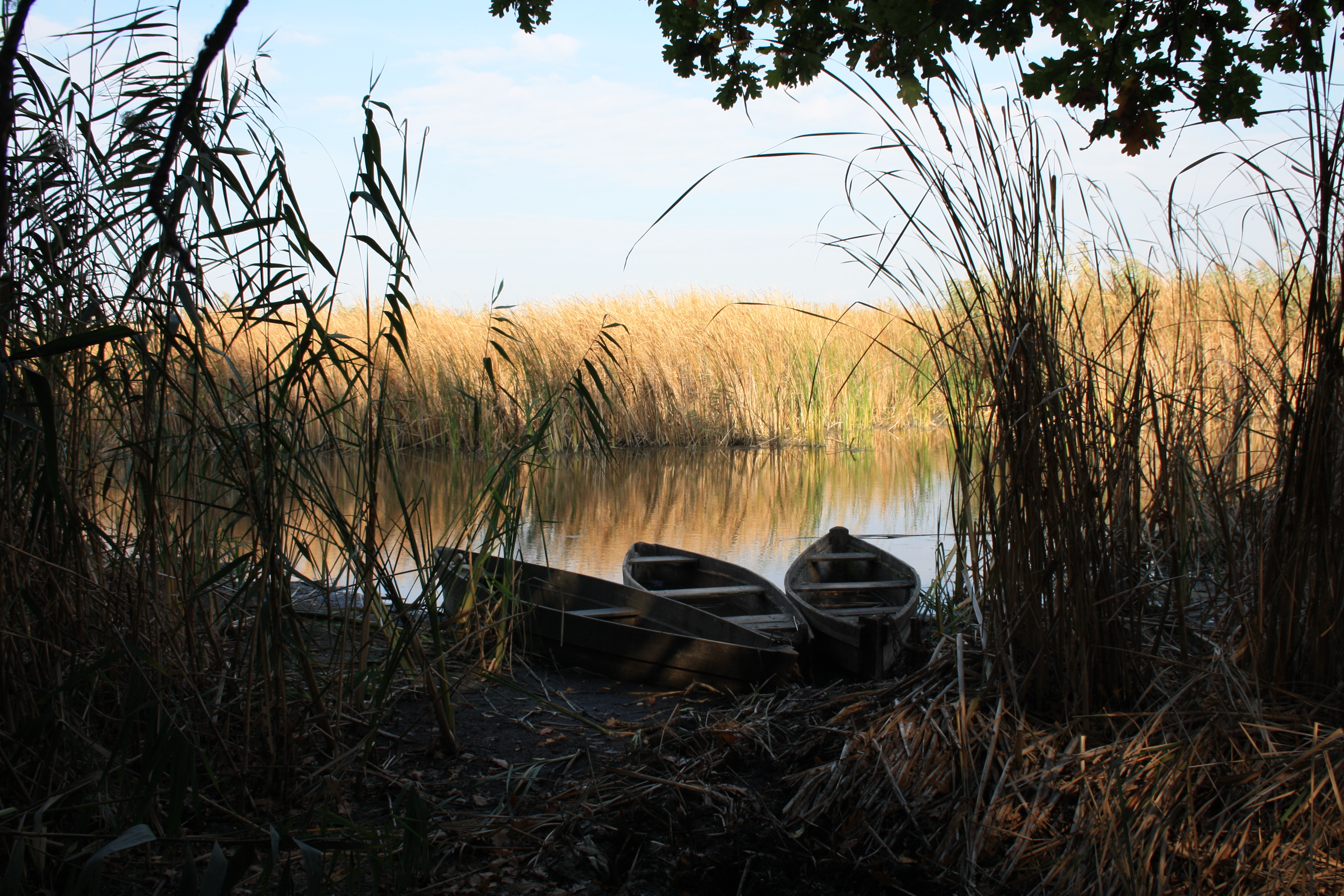
Човни
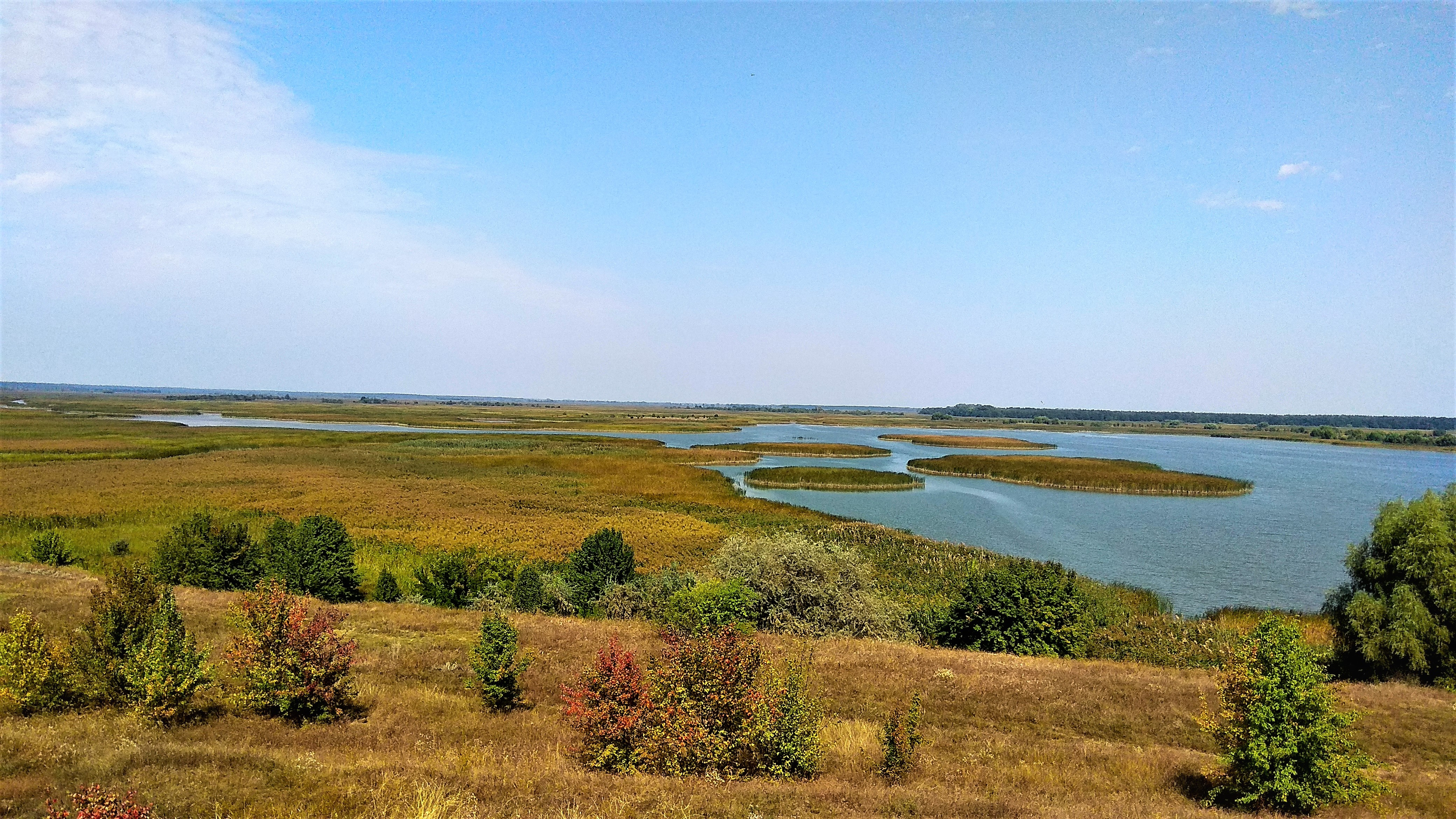
Вигляд на акваторію Сули з Високого горба
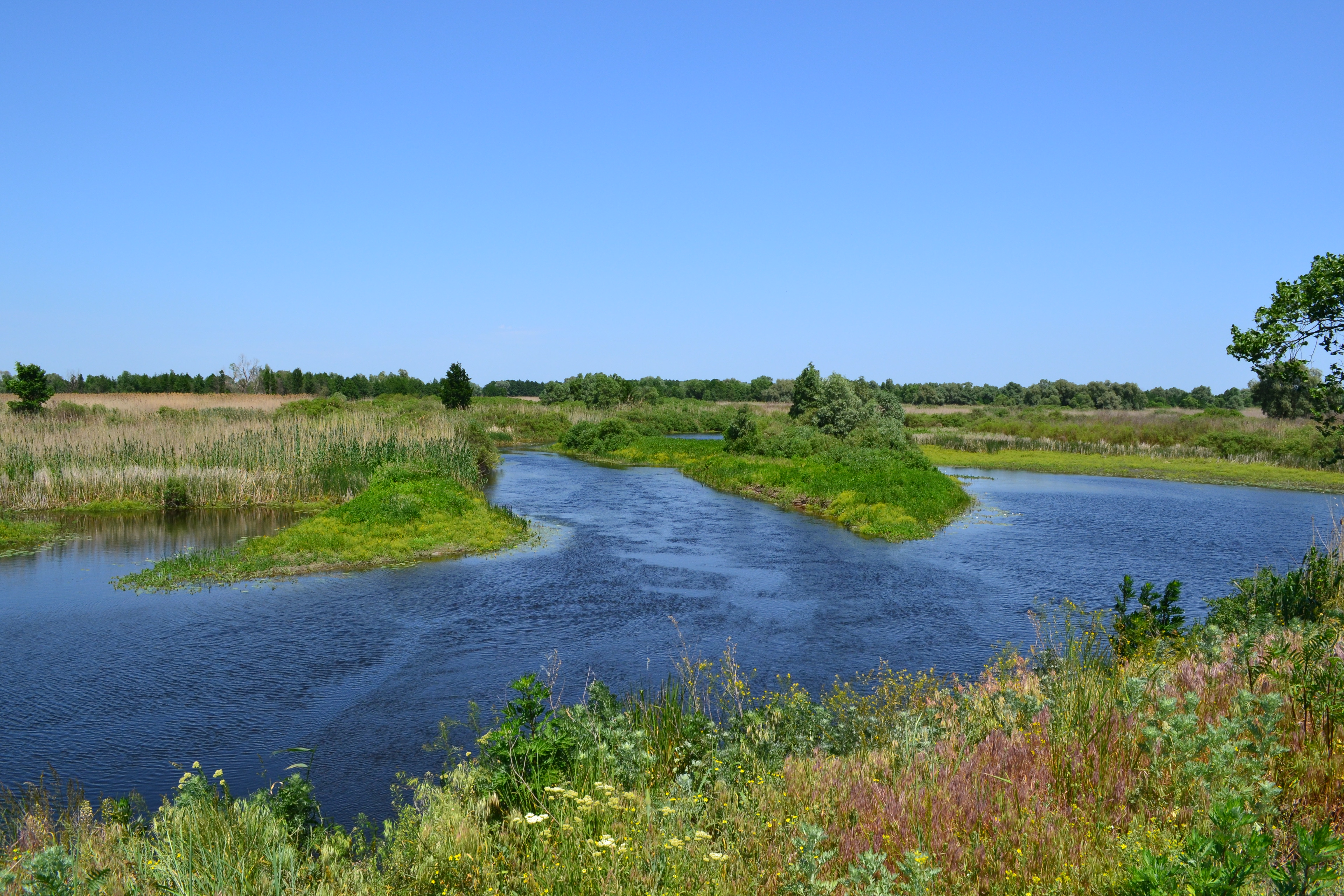
Національний природний парк "Нижньосульський" (2017)
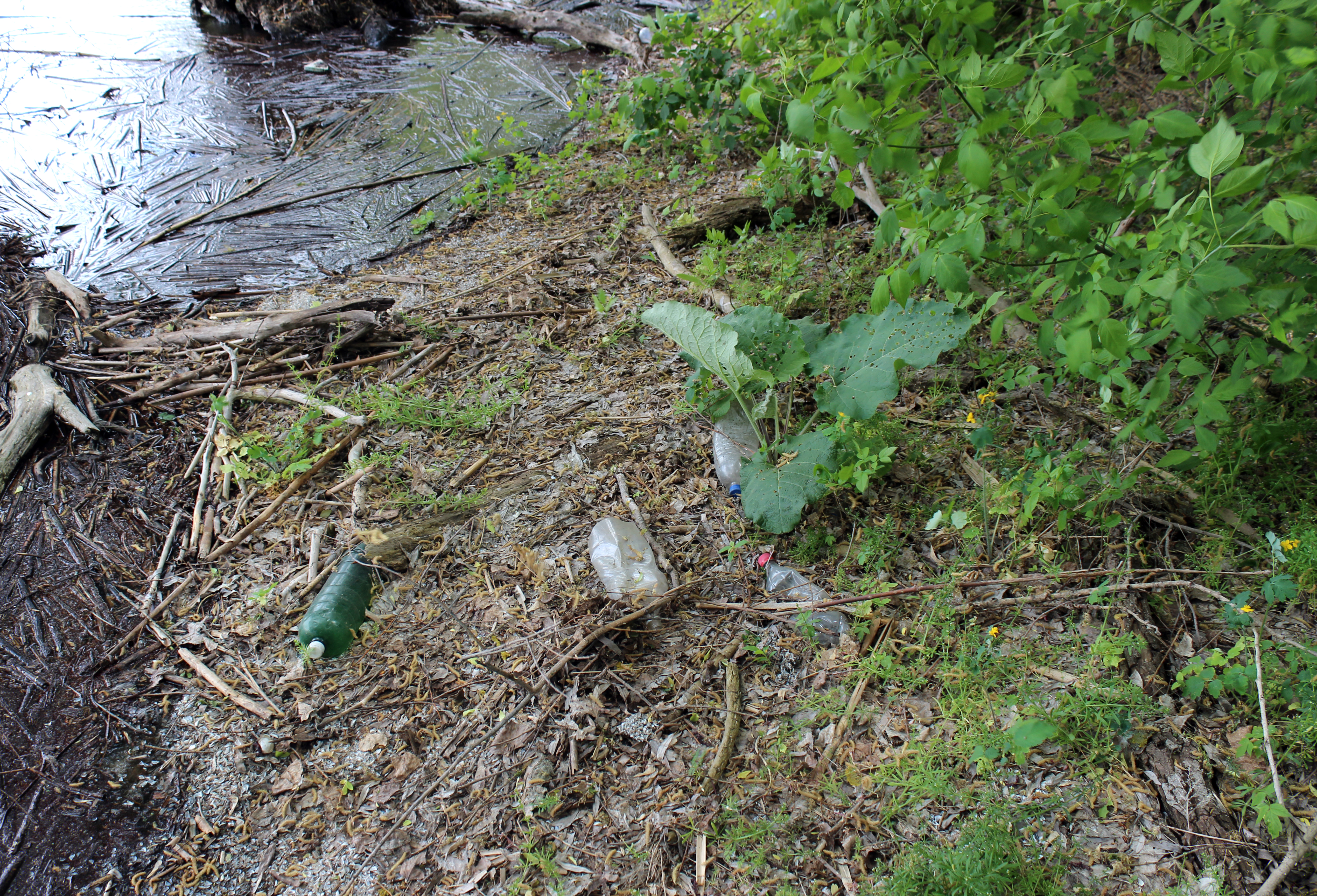
Сміття
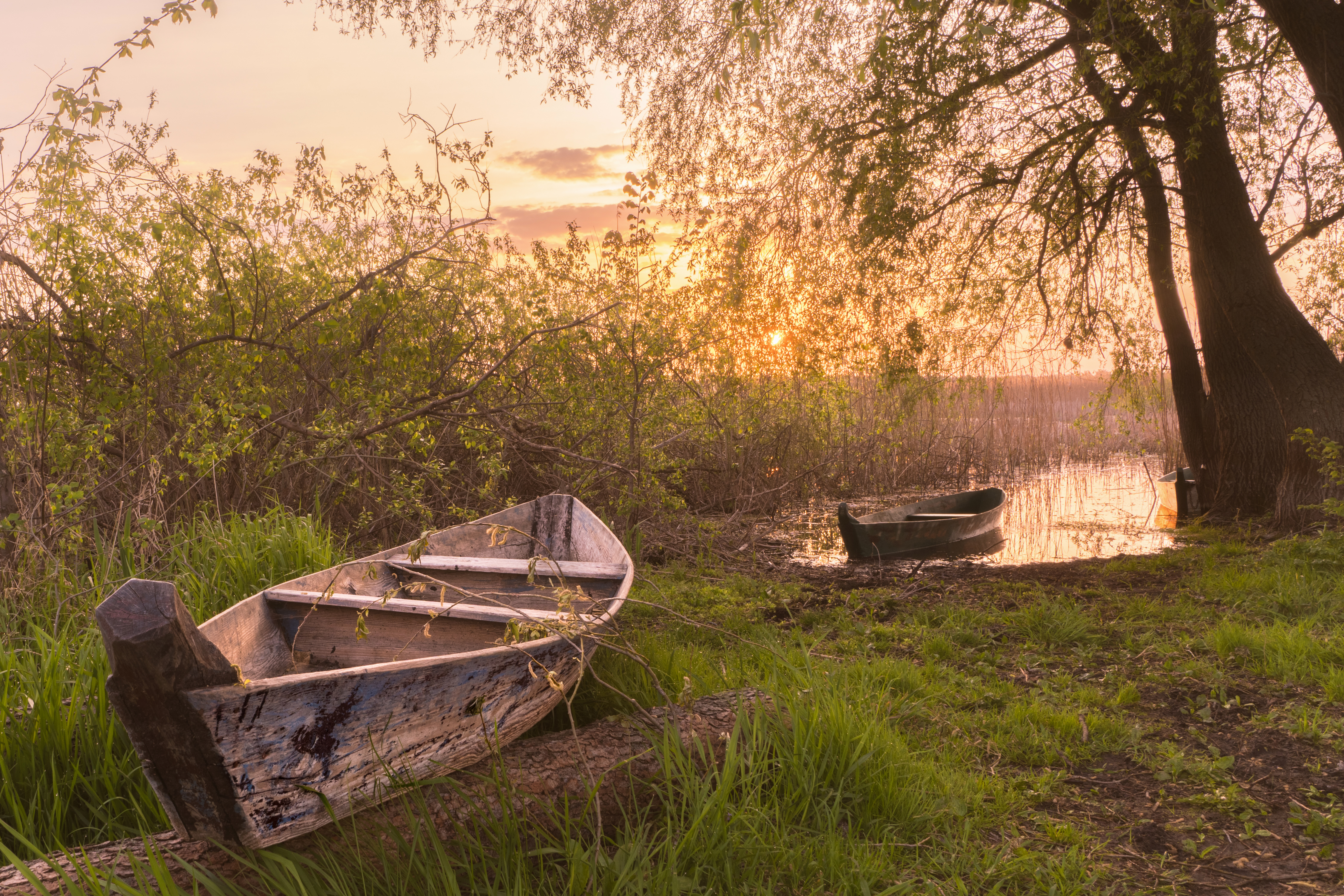
Світанок на річці Сула. Околиці села Малоселицького